# Нико
Нико (на немски: Nico, родена под името Криста Пефген, на немски: Christa Päffgen) е германска певица, композитор, манекенка и актриса.
Има роднинска връзка с Херман Пефген, който основава пивоварна в Кьолн през 1883 г.
Известна е както с работата си с групата „Велвет Ъндърграунд“, така и със соловата си кариера, започнала в края на 60-те години и завършила в началото на 80-те години. Играла е роли в няколко филма, включително в „Сладък живот“ (1960) на Федерико Фелини и „Момичетата от Челси“ (1966) на Анди Уорхол.

## За нея
- Nico: The Life and Lies of an Icon by Richard Witts (Virgin Books: London, 1992).
- Up-tight: the Velvet Underground Story by Victor Bockris and Gerard Malanga (Omnibus Press: London, 1995 reprint).
- Songs They Never Play on the Radio: Nico, the Last Bohemian by James Young, Bloomsbury, London 1992 ISBN 0-7475-1194-2
  - Nico – The End, USA edition, The Overlook Press, USA, 1993 ISBN 0-87951-504-X
  - Nico – Songs They Never Play on the Radio, second UK edition, Arrow 1993, ISBN 0-09-927571-6
  - Nico – Songs They Never Play on the Radio, third UK edition, Bloomsbury 1999, ISBN 0-7475-4411-5
  - Nico – Songs They Never Play on the Radio, fourth UK edition, Fortune Teller Press 2007, ISBN 0-9547737-4-8
- Nico: Photographies by Antoine Giacomoni, (Dragoon: Paris, 2002).
- Nico: Cible mouvante. Chansons, Poèmes, Journal by Nico, Jacques Pauvert and Ari Boulogne, (Pauvert: Paris, 2001).
- L'amour n'oublie jamais by Ari Boulogne, (Pauvert: Paris, 2001).
- Please Kill Me: The Uncensored Oral History of Punk by Legs McNeil and Gillian Mccain, (Grove Press: New York, 1996).
- Lüül: Ein Musikerleben zwischen Agitation Free, Ashra, Nico, der Neuen Deutschen Welle und den 17 Hippies by Lutz Ulbrich (Schwarzkopf & Schwarzkopf: Berlin, 2007).
- Nico - In The Shadow Of The Moon Goddess by Lutz Graf-Ulbrich (E-book, Amazon Digital Services, 2015).

1. ↑  ultimateclassicrock.com